# Clavette (mécanique)
Pour les articles homonymes, voir Clavette.

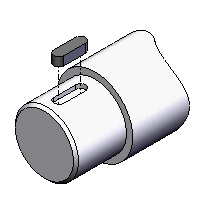
Clavette type A montée sur un arbre

Une clavette est une pièce de matière rigide, souvent une simple barre, autrefois souvent en bois dur, aujourd'hui généralement métallique, qui sert à fixer un montage ou à permettre la réalisation d'un assemblage stable ; elle peut être une petite cheville qui, passée au travers d'une autre pièce (boulon, cheville plus grosse) l'immobilise. Le verbe "claveter" signifie fixer ou assembler au moyen d'une clavette ou de plusieurs clavettes, voire trivialement "poser des clavettes". Le clavetage désigne une opération technique qui consiste à rendre solidaire ou bloquer deux pièces mécaniques par une clavette, ainsi que son résultat. 
En mécanique, une clavette désigne communément une pièce en acier qui, insérée dans l'alésage de deux pièces concentriques, les rend solidaires par rotation. Elle a pour fonction d'assurer la liaison en rotation de deux pièces, telle une liaison entre un arbre de transmission et des moyeux. En complément, cette cheville mécanique de liaison peut être conçue et dimensionnée pour se rompre par cisaillement lorsque le couple transmis est trop important.
Les principales sortes de clavettes, aujourd'hui usinées préalablement mais souvent adaptables à un montage précis, se trouvent en vente dans le commerce de produits finis au même titre que des pièces détachées, à commencer sous la forme prosaïque de barre métallique à découper ou à mettre en forme convenable. Cette remarque est caduque, en ce qui concerne les chantiers de construction ou de génie civil, par exemple les ponts et autres ouvrages d'art, où les clavettes sont des pièces en acier servant à bloquer un fil ou un câble de précontrainte après sa mise en tension.

## Anciennes clavettes
Le mot féminin clavette écrit clavete, au sens de petite clef, diminutif dérivé du latin clavis, clavem au cas régime, est attesté en ancien français vers 1160 dans le roman de Troie, de Benoît de Sainte-Maure. Dans cette langue ancienne, il existe une assimilation précoce de l'autre diminutif clavele, attesté en 1220 avec le substantif masculin clavel, dérivé du latin clavellum, diminutif de clavus, au sens de clou : on pourrait justifier ce rapprochement lexical par une proximité de forme de la pièce technique. Le dictionnaire universel de Furetière le décrit sommairement comme un petit morceau de fer pointu et plat, qui permet, par exemple la fixation d'un boulon ou d'une cheville. L'auteur dissident de l'Académie, après avoir mentionné les clavettes qui servent à régler le tour de potier, ajoute l'emploi de clavettes par les imprimeurs, pour faire monter et descendre, en le fixant, le grand sommier de leur presse. Les pressoirs à clavettes, permettant de visser sans retour et de démultiplier le serrage, sont déjà communs dans le monde rural et se caractérisent en action par un cliquetis sonore. Les clavettes qui fixent le jeu de poulies et celles qui maintiennent les panneaux ne semblent point l'intéresser pour compléter sa définition sommaire. Il aurait pu mentionner de manière explicite les clavettes qui, une fois rivées, maintiennent les roues sur l'essieu en illustration de l'art des charrons, mais peut-être souffrait-il trop le bruit causé par le jeu des clavettes au passage des carrosses.

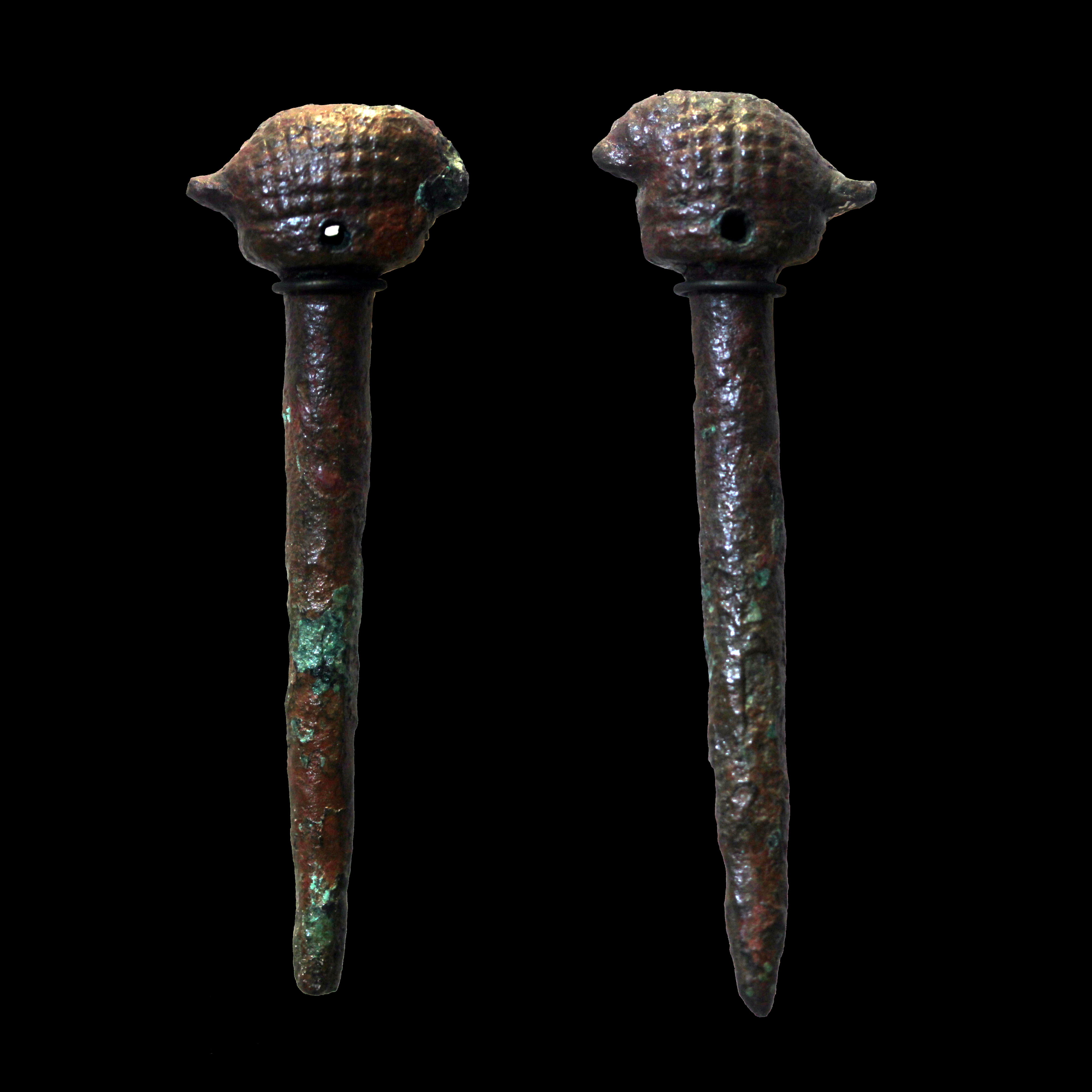
Deux clavettes de roue de char antique, à embout portant un hérisson protecteur, bronze moulé du second millénaire avant notre ère, artefact de Suse, musée du Louvre.

La clavette des charpentiers, par exemple autrefois constructeurs de bâtisse ou de pont, de bateau, de moulin, de machine de levage etc. est un morceau de bois dur. Elle fait partie d'un dispositif de fixation, en général pour un montage statique, mais aussi pour y assurer des mouvements internes. Les scieries vosgiennes autrefois étant construites localement et exclusivement pour exploiter un canton restreint de bois dans un cadre légal, le sagard ou scieur retirait une ou plusieurs clavettes aux formes spécifiques pour que, pendant ses longues absences, des passants intrus non autorisés ne puissent se servir de l'installation, ou dérober quelques grosses pièces facilement. 
Au milieu du XIXe siècle, une clavette ordinaire est une barre de fer à laquelle le forgeron a donné une forme de coin, pour l'introduire, au besoin avec force, dans une mortaise préalablement préparée dans des pièces que le constructeur veut assembler. Le serrage de ce morceau de fer plat, plus étroit d'un bout que de l'autre, apportée par pression latérale est bien différent de celui d'un boulon qui agit dans le sens de la longueur. L'usage de contre-clavette s'impose parfois pour renforcer l'assemblage. La contre-clavette est une clavette supplémentaire empêchant la clavette principale de bouger. Un usage trivial de clavette, véritable chevillette ou petite cheville de fer, est l'arrêt d'un boulon dépourvu de pas de vis et ne pouvant recevoir un écrou, en l'enfonçant progressivement dans la mortaise placée dans le bout du boulon opposé à la tête. Pour favoriser son enlèvement, la partie supérieure de la clavette peut former un crochet, ainsi les clavettes de boulons employées autrefois quotidiennement dans les fermetures à volets des boutiques. Pour au contraire la retenir, l'extrémité inférieure de la clavette peut comporter deux branches, qui une fois écartées et recourbées la fixe solidement dans la mortaise, d'où elle ne peut ressortir facilement. Autrefois, le maintien des panneaux composant les grands vitraux des cathédrales gothiques, placés entre des barres de fer garnies de pitons, s'effectuait à l'aide de clavettes à tête et à queue recourbées qui passaient au travers des pitons des barres. En mécanique, l'immobilisation d'une pièce dans sa position, c'est-à-dire son calage, peut s'effectuer à l'aide d'une clé, d'une clavette ou d'un coin.
Jacques Buchetti, spécialiste de la construction mécanique à la fin du XIXe siècle, nous invite à distinguer diverses clavettes selon leur fonction ou emplois mécaniques : calage, assemblage ou serrage. Et il précise trois exemples : Les clavettes de calage fixent les roues, ou moyeux de pièces quelconques sur les arbres, les clavettes d'assemblage servent à retenir d'une façon rigide une tige ronde dans la douille d'une pièce quelconque, les clavettes de serrage sont employés dans les têtes de bielle pour serrer leurs coussinets. Les clavettes d'assemblage peuvent être retenues en place, soit par une goupille, soit en étant fendue et ouverte en place.   
La Grande Encyclopédie dirigée par Marcellin Berthelot comporte une trentaine d'entrées différentes, qui mentionne le rôle de diverses clavettes, dans les domaines parfois conjugués de l'industrie ou de la construction, des mines ou de l'agriculture, de la mécanique ou de la carrosserie, de la marine ou de l'armurerie. L'épée de chasse portait une croisette passée dans la lame  et fixée par une clavette, ce qui empêchait le bourrage du sanglier tout en maintenant la bête noire. L'épieu de chasse, plus ancien, disposait pour effectuer l'arrêt, d'une clavette carrée mobile, retenue à la crampe par une chaine. La lambourde, pièce de bois indispensable pour assembler les solives des planchers à l'époque médiévale, est une poutre appliquée à une poutre maîtresse, fixée par des ferrures diverses : chevilles, boulons à clavettes ou étriers. 
Le jas, guide de l'ancre de marine, était en fer s'il ne dépassait une masse globale de deux tonnes. Une barre ronde en fer passait sous la cigale par un trou percé dans la verge. Cette barre est maintenue en place, d'une part par un épaulement de métal, d'autre part, par une clavette. Enlever la clavette revient à placer le jas le long de la verge. L'action décrite par le verbe "jaler" consiste à redresser le jas perpendiculairement à la verge, ce qui s'obtient en mettant en place la clavette. Le croc, dit système disponible de Brest, est une embarcation fixée sur ses palans par deux petites clavettes maintenant les leviers d'échappement. Le retrait des clavettes, dès que l'appareil est à l'eau, permet de dégager les palans. Les tirants d'écluses, dans la construction d'écharpe, dite encore décharge, est un cas particulier d'appareil de serrage, à l'aide de clavettes ou d'écrous, pour régler la longueur et relever la porte. Les bobines dans les systèmes d'extraction des mines ou de levage spécifique se déclinent en deux types : la bobine fixe ou treuil, la bobine folle sur un arbre fixée par clavettes ou boulons, qui permet, si besoin, d'ajuster les longueurs relatives des câbles sans obligation de les dérouler.
L'armature la plus ancienne des massifs des hauts fourneaux employait pour assembler et fixer les boucliers de fonte, des tirants en fer carré fixés par des clavettes. Fin XIXe siècle, l'armature privilégie le cercle de fer, l'assemblage par cerclage est assuré par des joints à entraits de Jupiter serrés par une clavette, et parfois des joints fixes à clavette en plomb. Dans l'industrie du bitume, la fabrication de moule, de forme rectangulaire à base de pièces mobiles de tôle, assemblées par des clavettes et enduites d'argile pour assurer une étanchéité. Les douves des cuves, en technologie, sont assemblées en les goujonnant entre elles, soit avec du bois comme en tonnellerie traditionnelle, soit avec des clavettes de manière plus solide. Notons que le cercle de fer s'effectue avec des écrous ou clavettes de resserrage. Une douille est assemblée avec une pièce ou des pièces, les douilles sont assemblés entre elles, à l'aide de clavettes ou de vis. La fabrication de courroies sans fin exigeait une jonction résistante des bandes de cuir, obtenue de manière délicate par couture, ou encore par vissage. On pouvait utiliser soit des boulons à vis à têtes très plates se noyant dans la masse du cuir ameubli soit des bandes rectangulaires de bronze (Cu) possédant à leur extrémité un œil donnant passage à des clavettes en acier, lesquelles maintiennent le système de fermeture. 
Les engins mécaniques en cours de généralisation en agriculture utilisent diverses clavettes de fixation ou de réglage : extirpateurs avec porte-dents mobiles, placés à l'endroit souhaité au moyen d'une clavette, diverses herses à bâti en fer aux dents maintenues par clavette ou vis de pression, "houe de Puzenat" fabriquée à Bourbon-Lancy par le mécanicien forgeron Émile Puzenat, dont l'écartement latéral se règle de chaque côté par une clavette etc. En carrosserie, la boîte d'essieux comporte une clavette qui autorise le desserrage. Sur les machines de rabotage, une clavette à écrou sert à fixer le rabot (outil) dans la raboteuse. Une clavette d'arrêt sécurise l'emploi de l'extincteur. Les manchons ou cylindres creux associant les extrémités de deux arbres ou de deux tuyaux sont efficacement calés à l'aide de clavette. L'anneau ouvert qu'est une manille est fermé soit par une broche soit par une clavette un peu conique et goupillée, qui est enfoncée dans les trous percées dans les deux branches de l'anneau.

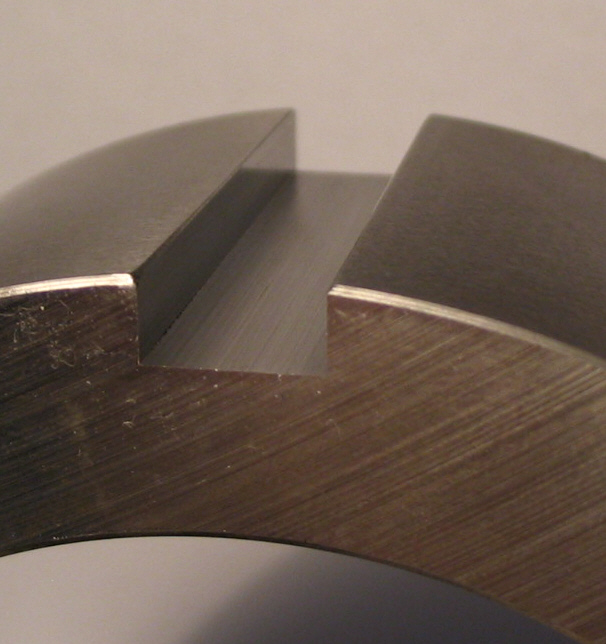
Une mortaise, rainure rectifiée pour y glisser une clavette, 2006

Les travaux et autres constructions mécaniques à la Belle Époque utilisent communément des clavettes dans un sens encore plus spécifique. La mortaise est le nom commun de la rainure pratiquée dans un arbre de couche ou le moyeu d'une poulie pour permettre l'introduction d'une clavette. Par définition en mécanique, la clavette est la pièce s'engageant entre les mortaises pratiquées dans deux pièces et servant à les réunir. Se distinguent, suivant la forme, la clavette fendue, la clavette à mentonnet ou la clavette à ressort. De manière similaire, en horlogerie, la mortaise est le trou allongé destiné à recevoir les clavettes dans l'assemblage des pièces de grosses horloges. Le boulon de fondation à clavette, sans tête, permet de fixer une plaque d'assise ou un support sur un massif de maçonnerie. Le bouton de manivelle est parfois fixé par une clavette, pour ne pas s'ébranler dans le moyeu. La liaison entre la bielle et la tige du piston s'effectue par des brides en fer méplat, traversée chacune par une clavette à vis ou à tétons, ainsi que leur branche. Ces clavettes permettent le serrage des coussinets sur le tourillon. Des chapes ou brides en fer recouvrent les coussinets de bronze des billes, retenus par des clavettes appelés parfois clefs, par exemple sur la liaison bielle-manivelle à tête simple. Dans le cas de bielle en bois, une clavette est présente pour ajuster et fixer les coussinets. Une clavette permet l'association de manivelles ou de jeux de pédaliers. Dans les chemins de fer, le "coussinet de clef" est un contre-coussinet qui reçoit la clavette et la contre-clavette de serrage. Pour assurer le perçage, la lame à percer était fixée sur un arbre par le moyen d'une clavette. Concernant les presses hydrauliques, associées à des pompes foulantes ou petites pompes, c'est une clavette qui rend solidaire les pistons plongeurs. 

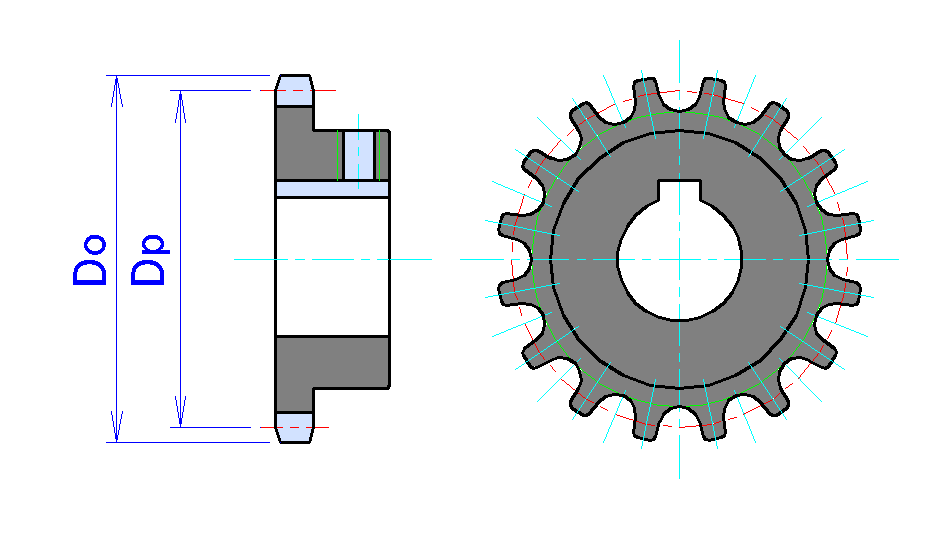
Pignon de diamètre externe Do (Dp diamètre du cercle primitif) et sa clavette parallèle à droite, légende du montage en japonais, 2005., 2012

Louis Figuier, décrivant les chaudières et autres machines à vapeur de son temps, ne peut faire l'impasse sur la "goupille clavette" transversale du pyromètre Duconnet, qui permet l'arrêt et le serrage de l'assemblage alterné de rondelles et de bagues de fer sur la tige ou encore la clavette longitudinale du distributeur à soupapes latérales des machines à vapeur, voire sur la clavette de la machine à vapeur verticale à haute pression. Une clavette permet l'immobilisation de la tige du piston. La chape peut être retenue solidaire de la tête de bielle, respectant mortaise et coussinets, par trois dispositifs différents à une ou deux clavettes. Des clavettes se trouvent sur les axes et têtes de balanciers, sur le volant ou sur le compensateur Denis. Une clavette permet le changement de marche par excentrique unique. Sur la "machine compound verticale" du Creusot, à distributeurs glissants, la crosse est réunie à la tige du piston par une clavette.

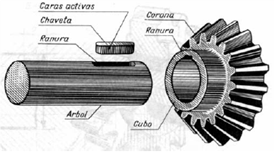
Assemblage claveté de pièces de machine tournante, guide de fabrication en langue catalane, 2010.

Une définition commune au début du XXe siècle propose un clou plat introduit dans l'ouverture faite à l'extrémité d'une cheville, d'un boulon... pour les fixer. Les techniciens en construction ou réparation mécanique des machines emploient déjà le terme de clavetage ou clavettage (sic) pour désigner l'action de joindre deux pièces de machines au moyen d'une clavette métallique. Notons que l'enclenche en mécanique désigne sur une pièce en mouvement, l'encoche dans laquelle pénètre la saillie d'une autre pièce, ce qui induit son entrainement.
Au premier temps de la bicyclette, les clavettes ont notamment été longuement utilisées pour assembler les manivelles de pédalier à l'axe du pédalier, avant la généralisation d'autres types d'axes de pédalier. L'ingénieur des Arts et Manufactures Max de Nansouty décrivant l'outillage mécanique mentionne en particulier quatre emplois courants de clavettes pour les montages suivants : 
- appareil d'essai de dureté à billes Guillery.
- appareil à affûter employant des mandrins à une ou deux clavettes.
- marteau-pilon, à air comprimé, 100 tonnes de Terni, utilisant une liaison de la masse et de la tige de piston par clavette/contreclavette.
- moules de coulées en fonderie, avec ses clavettes d'assemblage.

Les systèmes d'armes, maniables et démontables, voire réparables facilement, emploient au cours de l'entre-deux-guerres de multiples clavettes. Ainsi l'aide-mémoire d'instruction pour les unités de chars légers à canon de 37, mentionne une vingtaine de fois ce vocable technique, que ce soit pour le manchon du tube canon, sa tige de frein, la lunette de pointage (clavette à ergot), l'entretien et la sureté de la partie mobile du canon, sans oublier les procédures lors d'incidents de tirs au combat. Ce manuel explicite et précis emploie le verbe « déclaveter », en le conjuguant à la première personne du présent, comme première mesure, pour parer le frein du canon et seconde mesure, pour remplacer la pièce de sureté de la clavette de frein, son axe et son bouton de manœuvre.

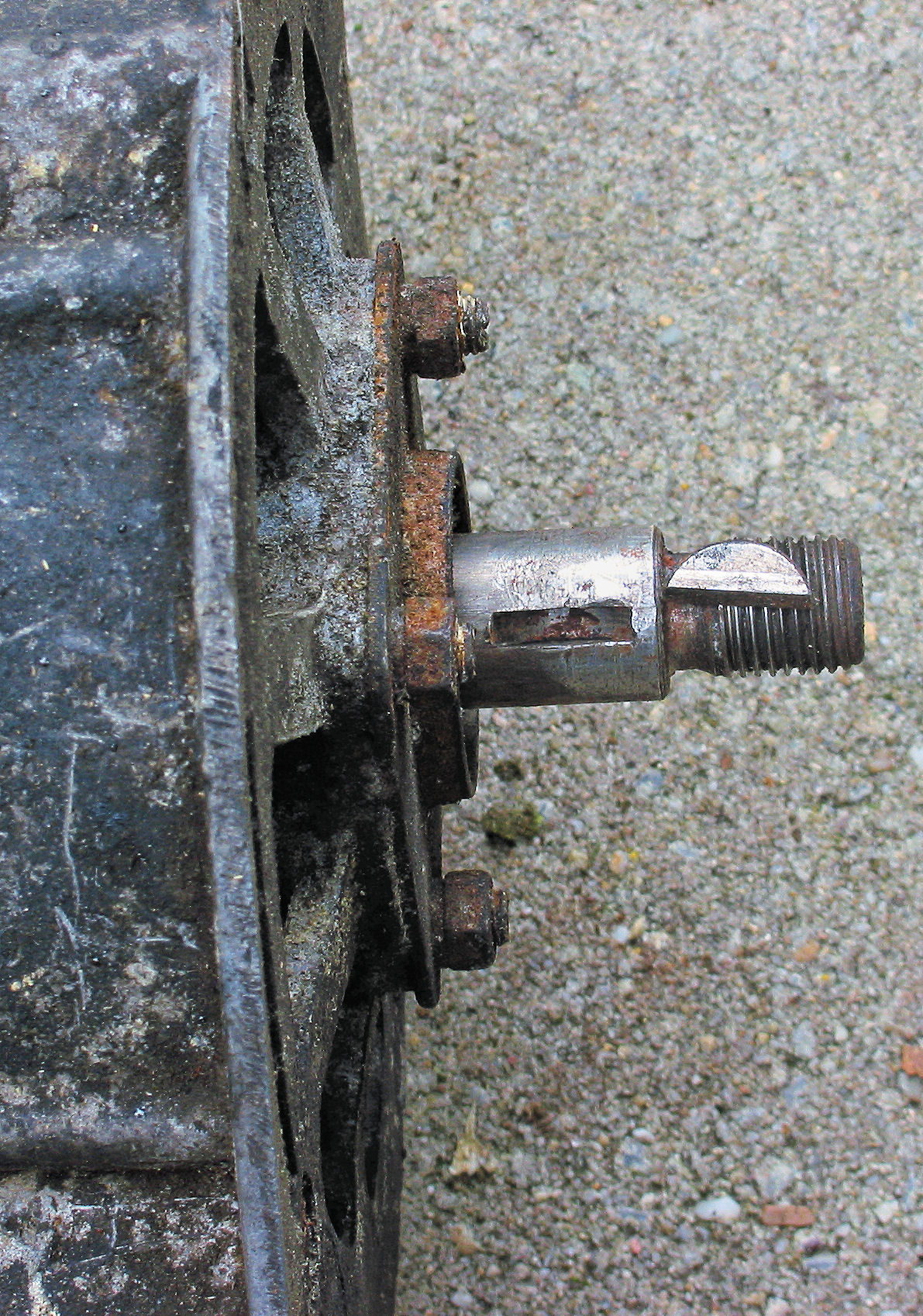
arbre d'alternateur Lada avec la clavette Woodruff retirée de sa mortaise et posée sur l'axe, 2008.
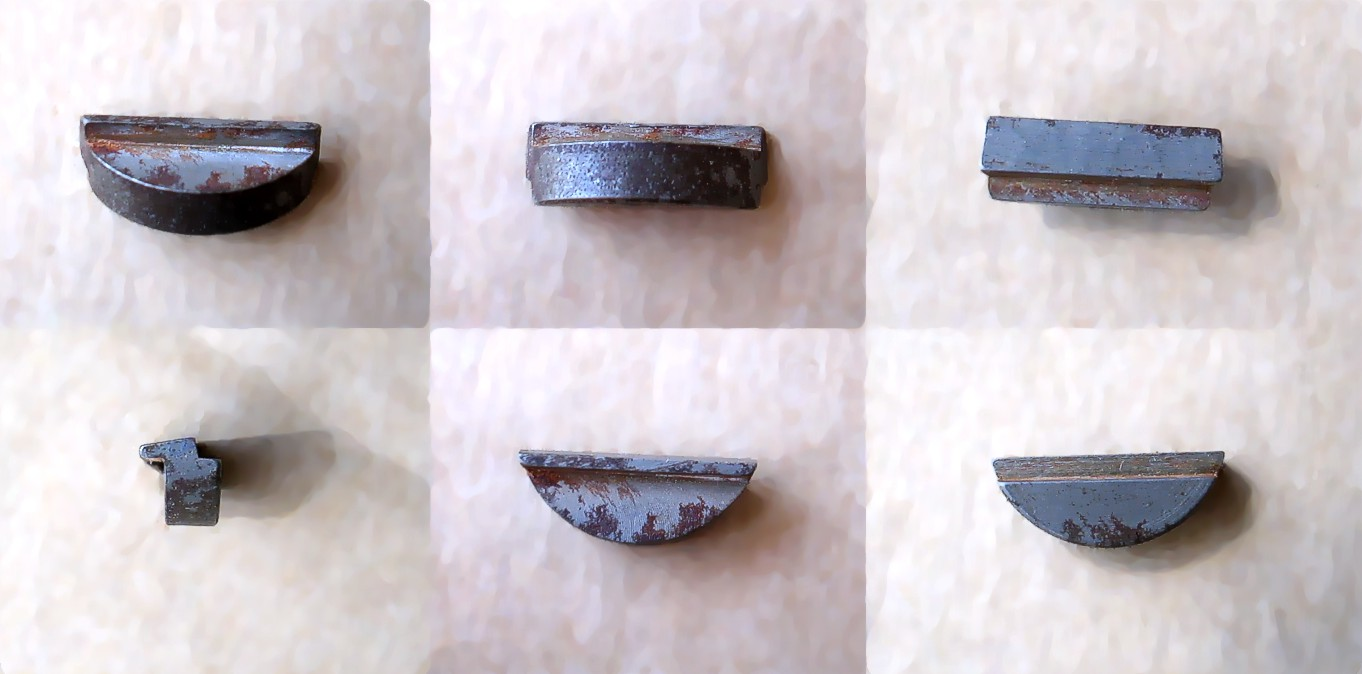
Clavette Woodruff retirée, observée sous plusieurs angles de vue, 2012.
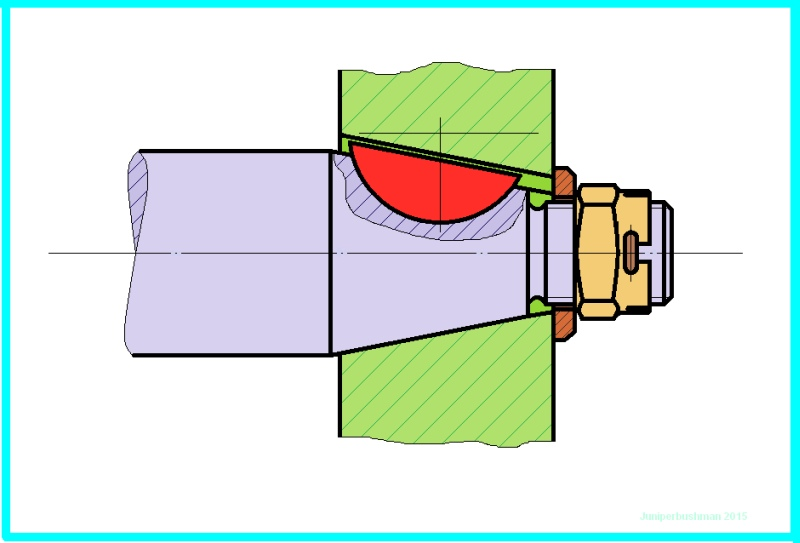
Clavette Woodruff dessinée en rouge placée sur une goupille colorée en violet de forme conique.
Clavette Woodruff normale.
Clavette Woodruff biseautée ou sciée.

## Clavette et clavetage pour accoupler deux pièces en mécanique

### Pièces à accoupler
Sur la pièce mâle (l'arbre), la clavette se loge dans une rainure de clavette. La rainure peut être réalisée à l'aide d'une fraise deux tailles ou trois tailles.

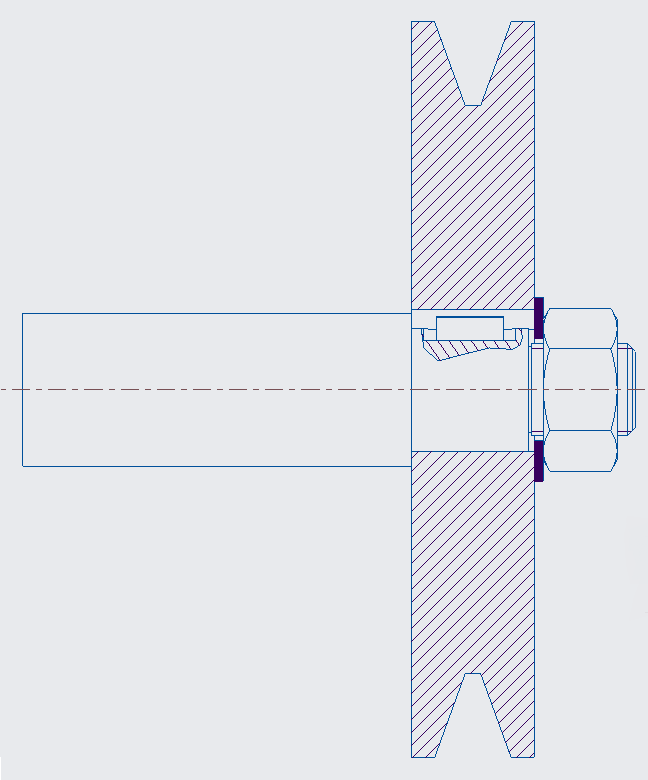
Assemblage par clavette.

Sur la pièce femelle, la clavette se loge dans une mortaise. La mortaise est réalisée par mortaisage ou par brochage (si elle est débouchante)

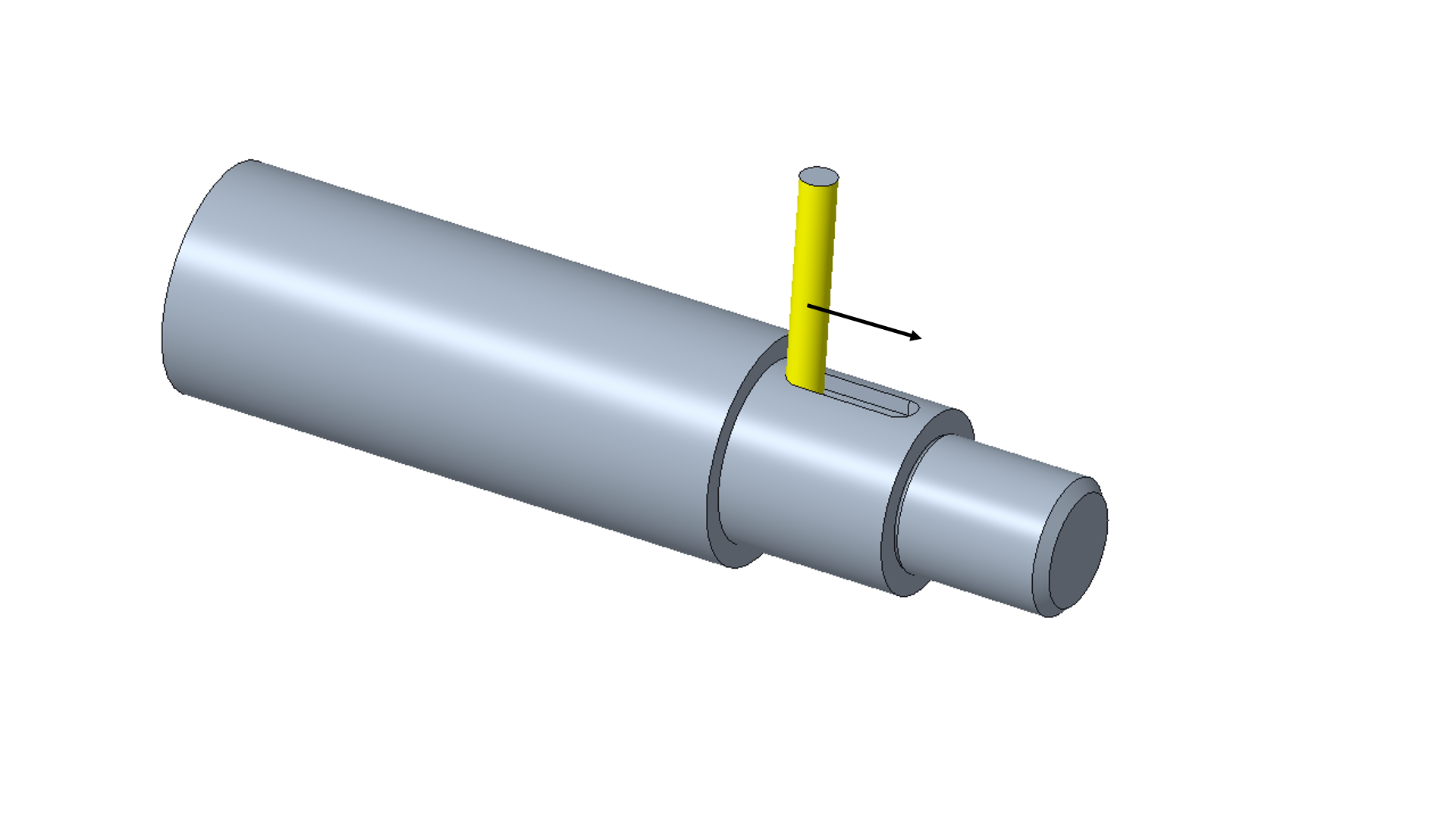
Usinage d'une rainure de clavette avec une fraise 2 tailles.
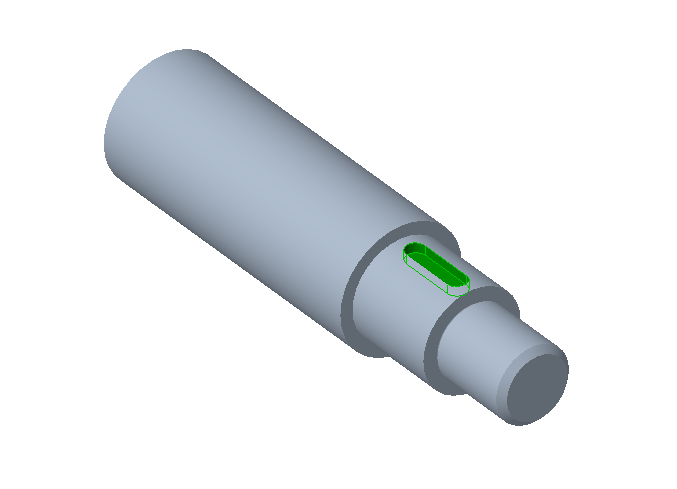
Rainure de clavette réalisée avec une fraise 2 tailles.
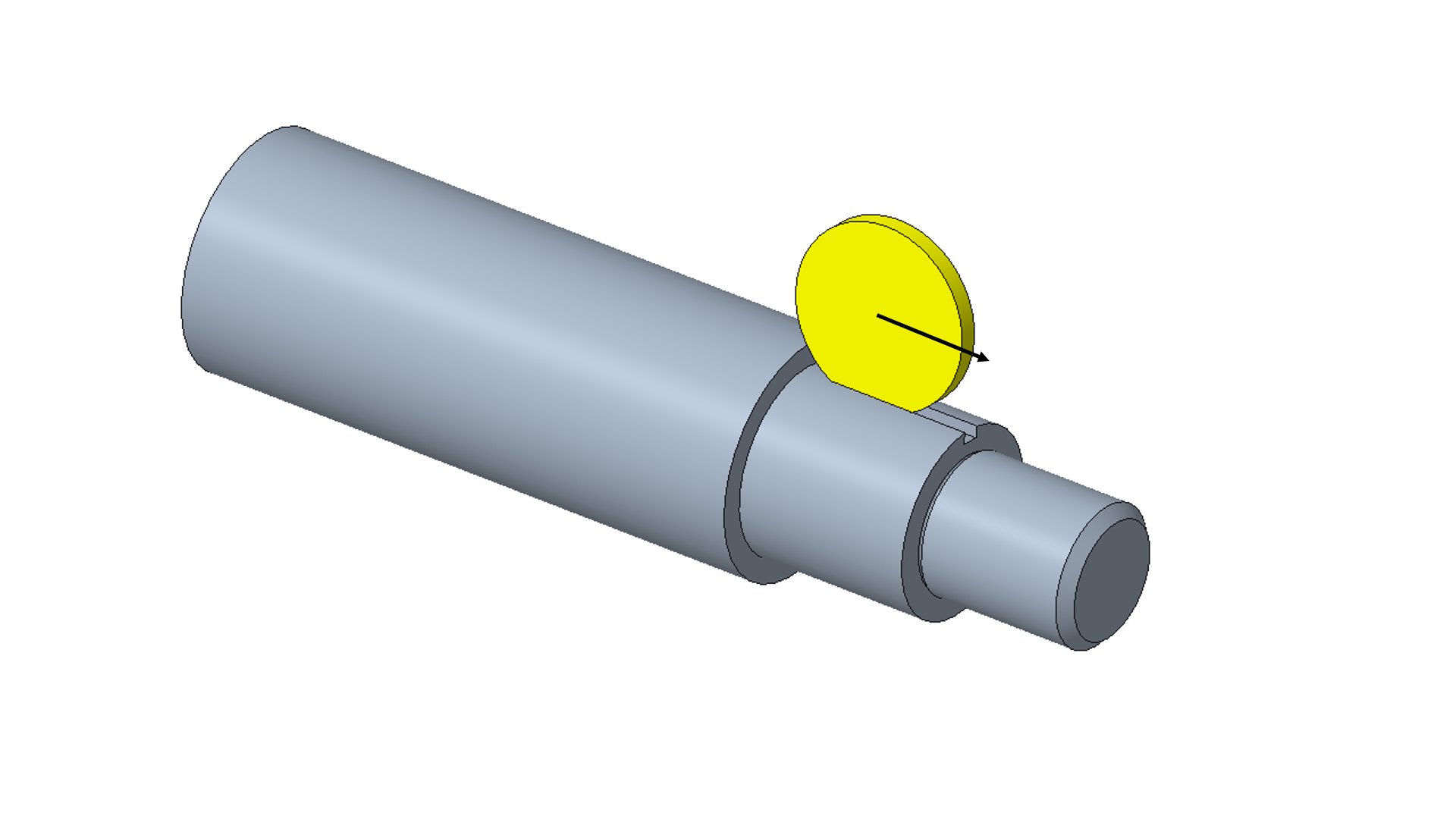
Usinage d'une rainure de clavette avec une fraise 3 tailles.
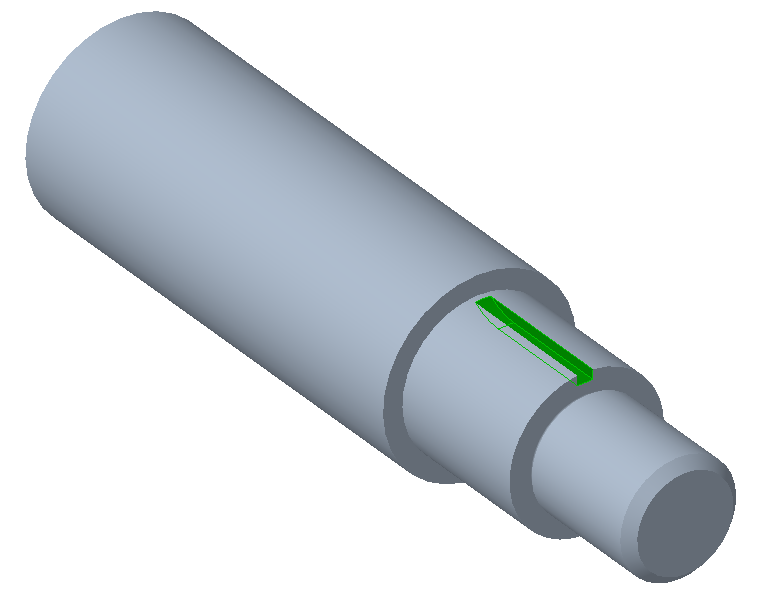
Rainure de clavette réalisée avec une fraise 3 tailles.
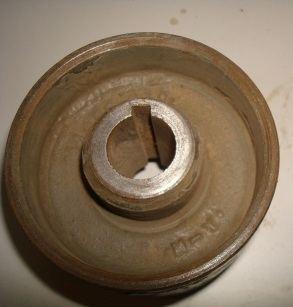
Mortaise de clavette.

### Choix de clavettes au centre du mécanisme de rotation
Il existe six grandes familles de clavettes :
- clavettes parallèles
- clavettes parallèles fixées par vis
- clavettes disques
- clavettes tangentielles ou tangibles
- clavettes inclinées ou obliques à encastrer, à enchâsser ou à talon.
- clavette à talon

Le choix de la clavette dépend du type d'arbre de transmission et du mode d'assemblage envisagé (rainures présentes ou à creuser, caractéristiques de base des pièces à joindre).

#### Clavettes parallèles
Elles sont utilisées lorsque le diamètre d de l'arbre de transmission est proche de la longueur l ou dimension de la clavette (l<1,5d).
Il existe trois formes de clavettes parallèles, désignées de façon standard  A (pièces longues, arrondies aux deux extrémités), B (à bouts droits), C (un seul bout arrondi).

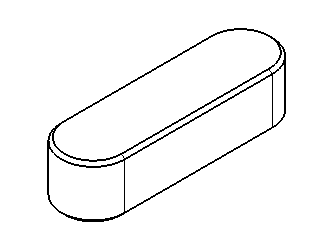
Clavette de type A.
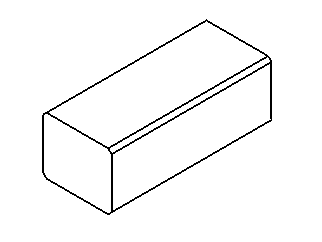
Clavette de type B.
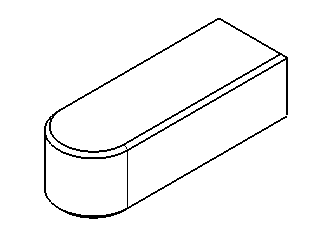
Clavette de type C.

#### Clavettes parallèles fixées par vis
Variantes des précédentes, ce sont des clavettes fabriquées pour une fixation à vis.

#### Clavettes disques
Elles sont employées dans les cas où la circonférence de l'arbre est très réduite. Elles peuvent être choisies si les extrémités du levier sont soumises à des forces relativement faibles. De forme souvent en lune ou demi-lune, elles restent façonnables et ajustables en dimension, ce qui n'est le cas des clavettes parallèles.

#### Clavettes inclinées
Une clavette inclinée est une pièce présentant une surface oblique de 1%. Les clavettes obliques, usinées préalablement, peuvent : 
- à encastrer, avec un plan mesurable à ses extrémités.
- à enchâsser, avec un plan mesurable à ses extrémités.
- à talon, avec un plan mesurable près du talon.

#### Clavettes tangibles
Il s'agit de deux clavettes obliques installées à l’intérieur de la tangente d’un arbre cylindrique, l'ensemble étant fixé et maintenu en place par une goupille de serrage.

### Protecteurs de clavettes
Les protecteurs de clavette servent pour la protection des bouts d'arbres et maintien simultané de la clavette.

### Chasse-clavette
Un chasse-clavette (pluriel des chasse-clavettes) est un outil permettant d’extraire une clavette de son logement.

### Dimensionnement
Une clavette se dimensionne selon deux critères : le cisaillement et le matage.

#### Contrainte de cisaillement
Pour qu’une clavette résiste en cisaillement, il faut que la contrainte T soit inférieure ou égale à Rpg, la résistance pratique au glissement.
{\displaystyle T=F/Sc<Rpg}
Surface cisaillée Sc
{\displaystyle Sc=a*L}
avec
a = largeur de la clavette en mm
L = longueur de la clavette en mm
Effort appliqué sur la clavette F
{\displaystyle F=C/R}
avec
C = couple de rotation de l’arbre en N mm
R = rayon de l’arbre en mm
Résistance pratique au glissement Rpg
Rpg= résistance pratique élastique au glissement (ou cisaillement)
{\displaystyle Rpg=Rg/s}
avec
s = coefficient de sécurité (généralement  égal à 2)
Rg = 0,5 à 0,8 Re avec Re = Résistance élastique à la traction

#### Pression de matage
Pour qu’une clavette résiste au matage, il faut que la pression de matage Pm soit inférieure ou égale à la pression admissible Pa.
{\displaystyle Pm=F/Sm<Pa}
Surface matée Sm
{\displaystyle Sm=b/2*L}
avec
b = hauteur de la clavette en mm
L = longueur de la clavette en mm
Effort appliqué sur la clavette F
{\displaystyle F=C/R}
avec
C = couple de rotation de l’arbre en N mm
R = rayon de l’arbre en mm
Pression admissible Pa
Clavetage glissant sous charge : 2 à 20 MPa
Clavetage glissant sans charge : 20 à 50 MPa
Clavetage fixe (cas le plus fréquent) : 40 à 150 MPa

### Matière première
La matière pour clavette métallique se fournit en barreaux. Ce peut être de l'acier normal, de l'inox, du titane, etc.
Le critère le plus contraignant sera retenu pour déterminer les dimensions de la clavette.

### Clavetage
Le clavetage peut être réalisé par :
- des clavettes inclinées (à encastrer, à chasser ou à talon) ;
- des clavettes tangentielles ;
- des clavettes parallèles ;
- des clavettes fixées (par vis) ;
- des clavettes disques.

Le clavetage parallèle est utilisé dans le cas où l'excentricité entre moyeu et arbre n'est pas admissible.